# SNCASO SO.3050
Le SNCASO SO.3050 était un avion de tourisme conçu en France par la société nationalisée SNCASO à la fin de la Seconde Guerre mondiale. Le projet s’arrête après la construction d’un unique prototype.